# ハートな胸の内♡/超最強
『ハートな胸の内♡/超最強』（ハートなむねのうち/ちょうさいきょう）は、超ときめき♡宣伝部の12枚目のシングル（インディーズを含めると通算15枚目）である。2025年8月27日にavex traxから両A面シングルとして発売される予定となっている。
2024年12月4日にavex traxから発売されたアルバム『ときめきルールブック』から「超最強」が表題曲のひとつとしてシングルカットされたリカットシングルである。

## 概要
テレビドラマ『海老だって鯛が釣りたい』（中京テレビ制作・日本テレビ系列）のオープニングテーマ「ハートな胸の内♡」と、アルバム『ときめきルールブック』からリカットされた「超最強」が収録された両A面シングルである。
豪華盤 ※初回生産限定（mu-mo SHOP限定盤）、ファンクラブ限定盤 ※初回生産限定（mu-mo SHOP限定盤）、ハート盤（通常盤TYPE-A）、ラララ盤（通常盤TYPE-B）、各メンバー盤（6形態） ※初回生産限定、超ときめき♡宣伝部盤 ※初回生産限定の形態で発売される。
「ハートな胸の内♡」は、清竜人が超ときめき♡宣伝部へ初めて提供した可愛らしく甘い歌詞と曲調を特徴としてもつ楽曲となる。2025年7月2日に先行配信リリースされ、同年7月10日にミュージックビデオが公開された。
「超最強」は、超ときめき♡宣伝部のアルバム『ときめきルールブック』からリカットされた楽曲である。
「超最強」は2024年12月28日に行われたワンマンライブ「行くぜ!超ときめき♡宣伝部 at さいたまスーパーアリーナ〜超ときめきクリスマス〜」にて初披露され、2025年2月14日に「超最強」初披露ライブ映像が公開された。同年4月下旬のワンマンライブ「ときめき♡春の晴れ舞台2025」では超とき宣バンドによる生演奏をバックに披露され、同年6月2日にそのライブ映像が公開された。
「超最強」の1番の歌詞のBメロ「スマホのカメラロールなんてどうせ私ばっかでしょ!?　むしろそうじゃなきゃ一生許さない！」というキャッチーな歌詞が「令和の推し活ソング」として話題になり、TikTokなどのSNS上で大きく拡散された。TikTokの週間TikTok音楽チャート「TikTokトップ50」において2025年6月5日付から同年7月10日付まで6週連続1位を獲得した。
2025年5月20日、「超最強」がTikTokにおける関連動画の総再生回数が1億回を突破したことが発表された。TikTok総再生回数はその後も伸び、同年5月30日に3億回、同年6月19日に5億回を突破したことがそれぞれ発表された。
2025年6月25日に開催されたイベント「「超最強」TikTok総再生回数5億回突破記念＆リリースイベント」にて「超最強」のTikTokにおける関連動画の総再生回数10億回突破が報告され、「超最強」が表題曲のひとつとしてリカットされるシングル『ハートな胸の内♡/超最強』が2025年8月27日に発売されることが発表された。
2025年7月20日に開催された超ときめき♡宣伝部結成10周年記念全国ツアー「超ときめき♡宣伝部のきみのハートにロックオンTOUR 2025 〜10th Anniversary〜」の東京公演にて「超最強」のTikTokにおける関連動画の総再生回数が15億回を突破したことが報告された。2025年7月10日時点でユーザー生成コンテンツ（UGC）は20万件を突破している。
2025年6月20日に「超最強」のミュージックビデオ（MV）が公開され、同年7月28日にMVの再生回数が500万回を突破した。
「超最曲」は2025年6月23日の『CDTVライブ!ライブ!』（TBS系列）でテレビ初披露された。また、同年7月19日の『音楽の日2025』（TBS系列）、同年7月25日の『ミュージックステーション』（テレビ朝日系列）、同年7月26日の『ミュージックフェア』（フジテレビ系列）などの音楽番組で披露された。
カップリングとして、「シンデレラのラララ♡」、「まごころ My Heart」、「初恋サイクリング〜超ver〜」が形態によって収録される。「まごころ My Heart」はテレビアニメ『追放者食堂へようこそ!』（TOKYO MXほか）のエンディングテーマとして使用された。初回生産限定の辻野かなみ盤、坂井仁香盤では「シンデレラのラララ♡」の代わりに「Happy time」、「ハニートリガー」というそれぞれのソロ曲が収録されている。

## 収録曲
（超ときめき♡宣伝部：辻野かなみ、杏ジュリア、坂井仁香、小泉遥香、菅田愛貴、吉川ひより）
| #  | タイトル                      | 作詞              | 作曲                               | 編曲            | 時間 |
| -- | ----------------------------- | ----------------- | ---------------------------------- | --------------- | ---- |
| 1. | 「ハートな胸の内♡」           | 清竜人            | 清竜人                             | 清竜人          | 3:43 |
| 2. | 「超最強」                    | 安部大希-amazuti- | 安部大希-amazuti-・宮崎諒-amazuti- | 宮崎諒-amazuti- |      |
| 3. | 「シンデレラのラララ♡」       |                   |                                    |                 |      |
| 4. | 「まごころ My Heart」         | スノヒロ          | 三好啓太                           | 三好啓太        | 3:45 |
| 5. | 「初恋サイクリング〜超ver〜」 | ジンツチハシ      | ジンツシハシ                       | ジンツシハシ    |      |

各形態に収録される楽曲は後述する販売形態にて。この他、後述する辻野かなみ盤、坂井仁香盤には各メンバーのソロ曲（辻野かなみ盤には「Happy time」、坂井仁香盤には「ハニートリガー」）が「シンデレラのラララ♡」及びそのインストゥルメンタルに代えて収録される。

### 楽曲解説
1. ハートな胸の内♡　
シングル表題曲のひとつとなる。2025年7月2日に配信限定シングル『ハートな胸の内♡』として先行配信された。
清竜人が初めて超ときめき♡宣伝部に楽曲提供を行った楽曲となる。
可愛らしく甘い歌詞と曲調を特徴としてもつ楽曲となる[3]。
テレビドラマ『海老だって鯛が釣りたい』（中京テレビ制作・日本テレビ系列）のオープニングテーマとして使用された[38]。
2. 超最強
シングル表題曲のひとつとなる。2024年12月4日にavex traxから発売された超ときめき♡宣伝部のアルバム『ときめきルールブック』からリカットされた楽曲となる。
「スマホのカメラロールなんてどうせ私ばっかでしょ!?　むしろそうじゃなきゃ一生許さない！」、「あっ!　スマホの裏側にだってちゃんと私挟んでよ!　違う子のトレカなんて許さない!」といった歌詞が「令和の推し活ソング」として、同時に「ワタシ　超最強　超最強　超最強　なんです!」、「かわいい!　かわいい!!　…かわいい!!!」など自己肯定感を上げる曲（自己肯定感爆上げソング）としても話題となった。
「すきっ!」、「最上級にかわいいの!」に続く超ときめき♡宣伝部の第三波のバズり曲として評価されている[16]。
3. シンデレラのラララ♡
4. まごころ MY Heart
2025年7月4日に配信限定シングル『まごころ My Heart』として先行配信された。
テレビアニメ『追放者食堂へようこそ!』（TOKYO MXほか）のエンディングテーマとして使用された[37]。
辻野かなみは本楽曲について「珍しく会話になっているセリフパートがあったり、大好きを通り越して愛しさが溢れたかわいい曲」と評している[39]。
5. 初恋サイクリング〜超ver〜
ときめき♡宣伝部のシングル『DEADHEAT』はつこい盤が初出となる楽曲「初恋サイクリング」の超ときめき♡宣伝部バージョンとなる。『ハートな胸の内♡/超最強』には超ときめき♡宣伝部盤 ※初回生産限定のみに収録される。

## 販売形態
豪華盤 ※初回生産限定（mu-mo SHOP限定盤）、ファンクラブ限定盤 ※初回生産限定（mu-mo SHOP限定盤）、ハート盤（通常盤TYPE-A）、ラララ盤（通常盤TYPE-B）、各メンバー盤（6形態） ※初回生産限定、超ときめき♡宣伝部盤 ※初回生産限定の形態で2025年8月27日に発売される予定。
| 形態                                                 | 規格・カタログ番号                         | 収録内容 |
| ---------------------------------------------------- | ------------------------------------------ | --- |
| 豪華盤 ※初回生産限定（mu-mo SHOP限定盤）             | CD＋2Blu-ray＋KiT ALBUM（AVZ1-61571/B～D） | - CD（DISC 1） - 1 ハートな胸の内♡ - 2 超最強 - 3 シンデレラのラララ♡ - 4 ハートな胸の内♡（instrumental） - 5 超最強（instrumental） - 6 シンデレラのラララ♡（instrumental） - BD（DISC 2） - 1 ハートな胸の内♡ Music Video - 2 超最強 Music Video - 3 「ハートな胸の内♡/超最強」 Photoshoot & Music Video Behind The Scenes - BD（DISC 3） - 1 行くぜ！超ときめき♡宣伝部 at さいたまスーパーアリーナ 〜超ときめきクリスマス〜 -2024.12.28(土) at さいたまスーパーアリーナ <封入特典> - KiT ALBUM - VOICE： Message from 超ときめき♡宣伝部 - MOVIE： 「ハートな胸の内♡」 Lip Sync Scenes - トレーディングカード1枚（全18種ランダム封入） |
| ファンクラブ限定盤 ※初回生産限定（mu-mo SHOP限定盤） | CD（AVC1-61572）                           | - CD - 1 ハートな胸の内♡ - 2 超最強 - 3 シンデレラのラララ♡ - 4 まごころ My Heart - 5 ハートな胸の内♡（instrumental） - 6 超最強（instrumental） - 7 シンデレラのラララ♡（instrumental） - 8 まごころ My Heart（instrumental） <封入特典> - SUPER TOKIMEKI TICKET（ランダム封入） |
| ハート盤（通常盤TYPE-A）                             | CD+2DVD（AVCD-61569/B～C）                 | - CD（DISC 1） - 1 ハートな胸の内♡ - 2 超最強 - 3 シンデレラのラララ♡ - 4 ハートな胸の内♡（instrumental） - 5 超最強（instrumental） - 6 シンデレラのラララ♡（instrumental） - DVD（DISC 2） - 1 行くぜ！超ときめき♡宣伝部 at さいたまスーパーアリーナ 〜超ときめきクリスマス〜 -2024.12.28(土) at さいたまスーパーアリーナ (前編) - DVD（DISC 3） - 1 行くぜ！超ときめき♡宣伝部 at さいたまスーパーアリーナ 〜超ときめきクリスマス〜 -2024.12.28(土) at さいたまスーパーアリーナ (後編) <初回封入特典> - トレーディングカード1枚（全18種ランダム封入）                                                                                  |
| ラララ盤（通常盤TYPE-B）                             | CD（AVCD-61570）                           | - CD - 1 ハートな胸の内♡ - 2 超最強 - 3 シンデレラのラララ♡ - 4 まごころ My Heart - 5 ハートな胸の内♡（instrumental） - 6 超最強（instrumental） - 7 シンデレラのラララ♡（instrumental） - 8 まごころ My Heart（instrumental） <封入特典> - 未定 |
| 辻野かなみ盤 ※初回生産限定                           | CD（AVCD-61562）                           | - CD - 1 ハートな胸の内♡ - 2 超最強 - 3 シンデレラのラララ♡ - 4 ハートな胸の内♡（instrumental） - 5 超最強（instrumental） - 6 シンデレラのラララ♡（instrumental） |
| 杏ジュリア盤 ※初回生産限定                           | CD（AVCD-61563）                           | - CD - 1 ハートな胸の内♡ - 2 超最強 - 3 シンデレラのラララ♡ - 4 ハートな胸の内♡（instrumental） - 5 超最強（instrumental） - 6 シンデレラのラララ♡（instrumental） |
| 坂井仁香盤 ※初回生産限定                             | CD（AVCD-61564）                           | - CD - 1 ハートな胸の内♡ - 2 超最強 - 3 シンデレラのラララ♡ - 4 ハートな胸の内♡（instrumental） - 5 超最強（instrumental） - 6 シンデレラのラララ♡（instrumental） |
| 小泉遥香盤 ※初回生産限定                             | CD（AVCD-61565）                           | - CD - 1 ハートな胸の内♡ - 2 超最強 - 3 シンデレラのラララ♡ - 4 ハートな胸の内♡（instrumental） - 5 超最強（instrumental） - 6 シンデレラのラララ♡（instrumental） |
| 菅田愛貴盤 ※初回生産限定                             | CD（AVCD-61566）                           | - CD - 1 ハートな胸の内♡ - 2 超最強 - 3 シンデレラのラララ♡ - 4 ハートな胸の内♡（instrumental） - 5 超最強（instrumental） - 6 シンデレラのラララ♡（instrumental） |
| 吉川ひより盤 ※初回生産限定                           | CD（AVCD-61567）                           | - CD - 1 ハートな胸の内♡ - 2 超最強 - 3 シンデレラのラララ♡ - 4 ハートな胸の内♡（instrumental） - 5 超最強（instrumental） - 6 シンデレラのラララ♡（instrumental） |
| 超ときめき♡宣伝部盤 ※初回生産限定                    | CD（AVCD-61568）                           | - CD - 1 ハートな胸の内♡ - 2 超最強 - 3 シンデレラのラララ♡ - 4 初恋サイクリング～超ver～ - 5 ハートな胸の内♡（instrumental） - 6 超最強（instrumental） - 7 シンデレラのラララ♡（instrumental） |

### 配信限定シングル
配信限定シングルとして2025年7月2日に『ハートな胸の内♡』、2025年7月4日に『まごころ My Heart』の配信が開始された。
- 『ハートな胸の内♡』（規格品番：ANTCD-A0000017323）

| #         | タイトル                         | 作詞      | 作曲      | 編曲      | 時間 |
| --------- | -------------------------------- | --------- | --------- | --------- | ---- |
| 1.        | 「ハートな胸の内♡」              | 清竜人    | 清竜人    | 清竜人    | 3:43 |
| 2.        | 「ハートな胸の内♡ instrumental」 |           | 清竜人    | 清竜人    | 3:43 |
| 合計時間: | 合計時間:                        | 合計時間: | 合計時間: | 合計時間: | 7:26 |

- 『まごころ My Heart』（規格品番：ANTCD-A0000017324）

| #         | タイトル                           | 作詞      | 作曲      | 編曲      | 時間 |
| --------- | ---------------------------------- | --------- | --------- | --------- | ---- |
| 1.        | 「まごころ My Heart」              | スノヒロ  | 三好啓太  | 三好啓太  | 3:45 |
| 2.        | 「まごころ My Heart instrumental」 |           | 三好啓太  | 三好啓太  | 3:45 |
| 合計時間: | 合計時間:                          | 合計時間: | 合計時間: | 合計時間: | 7:30 |

## 発売記念イベント・コラボキャンペーン
- 「超最強」原宿竹下通りBGM（2025年5月19日 - 6月1日）[40]
- 「超最強」TikTok総再生回数5億回突破記念＆リリースイベント[注 1]（2025年6月25日、ラゾーナ川崎）[25][41]

## タイアップ
| 楽曲                | タイアップ                                                   | 内容・期間                                                      | 備考                 |
| ------------------- | ------------------------------------------------------------ | --------------------------------------------------------------- | -------------------- |
| 超最強              | 『60TRY部』（ラジオ日本）                                    | エンディングテーマ（2025年1月21日 - 4月11日、5月2日 - 5月14日） | [ 42 ] [ 43 ] [ 44 ] |
| 超最強              | 楽天カードコラボ テレビCM                                    | 毎日放送（関西ローカル）でのCM                                  | [ 45 ]               |
| ハートな胸の内♡     | 『海老だって鯛が釣りたい』（中京テレビ制作・日本テレビ系列） | オープニングテーマ                                              | [ 38 ]               |
| まごころ My Heart   | 『追放者食堂へようこそ!』（TOKYO MXほか）                    | エンディングテーマ                                              | [ 37 ]               |
| シンデレラのラララ♡ | 『ひみつのアイプリ リング編』（テレビ東京系列）              | エンディング主題歌                                              | [ 46 ]               |

## テレビ出演
| 楽曲   | 番組                                           | 放送日        | 備考                               |
| ------ | ---------------------------------------------- | ------------- | ---------------------------------- |
| 超最強 | 『CDTVライブ!ライブ!』（TBS系列）              | 2025年6月23日 | テレビ初披露                       |
| 超最強 | 『音楽の日2025』（TBS系列）                    | 2025年7月19日 | [ 34 ]                             |
| 超最強 | 『ミュージックステーション』（テレビ朝日系列） | 2025年7月25日 | [ 35 ]                             |
| 超最強 | 『ミュージックフェア』（フジテレビ系列）       | 2025年7月26日 | [ 36 ]                             |
| 超最強 | 『歌のサンセット』（テレビ東京）               | 2025年8月8日  | [ 47 ]                             |
| 超最強 | 『CDTVライブ!ライブ!夏の4時間SP』（TBS系列）   | 2025年8月18日 | 「最上級にかわいいの!」との2曲披露 |